# Embalse Culimo
Embalse Culimo är en reservoar i Chile.   Den ligger i regionen Región de Valparaíso, i den centrala delen av landet, 160 km norr om huvudstaden Santiago de Chile. Embalse Culimo ligger 358 meter över havet. Arean är 0,18 kvadratkilometer. Den sträcker sig 0,5 kilometer i nord-sydlig riktning, och 0,7 kilometer i öst-västlig riktning.
Omgivningarna runt Embalse Culimo är i huvudsak ett öppet busklandskap. Runt Embalse Culimo är det glesbefolkat, med 12 invånare per kvadratkilometer.